# Coelopa alluaudi
Coelopa alluaudi är en tvåvingeart som beskrevs av Seguy 1941. Coelopa alluaudi ingår i släktet Coelopa och familjen tångflugor. Inga underarter finns listade i Catalogue of Life.